# Pentateucha inouei
Pentateucha inouei là một loài bướm đêm thuộc họ Sphingidae. Loài này có ở Đài Loan. The habitat consists of alpine forests.
Ấu trùng được ghi nhận ăn các loài Ilex formosana.